# 사치 앤드 사치
사치 앤드 사치 (Saatchi & Saatchi)는 영국의 국제 광고 대행사로 1970년 찰스 사치 형제가 설립하였으며 런던 증권거래소에 등재되어 있으며 한때 FTSE 100 지수에 오르기도 하였으나 2000년에 프랑스 파리와 미국 뉴욕에 본사가 있는 퍼블리시스에 인수되었다.
WPP 그룹의 현 CEO 마틴 소럴은 본래 이곳 출신이다.

## 역사
1970년 이라크 출신의 유대인 사업가 찰스 사치와 동생 모리스 사치가 설립했다. 미국 투자자의 지원으로 수익성 설립 계약과 경쟁 기업을 밖으로 구매하는 정책을 펼쳤고 1987년 폴 아덴이 책임자로 임명 받아 도요타 자동차, 영국 항공, 앵커 버터, 에렉스, 니베아, 트러스트 하우스 포르테 등 여러 기업들과 광고 계약을 맺었다.
1995년 찰스 사치 형제가 축출 당하자 새로운 광고 회사 M 앤드 C 사치를 설립하기도 했다.
전 세계 80개국에 사무소가 있으며 미국에서는 도요타 자동차, 프록터 앤 갬블, 제너럴 밀스가 주요 고객이다.